# Orag-Haus
L'ORAG-Haus est un bâtiment administratif et commercial situé dans la vieille ville de Munich. 

## Histoire
Le 13 août 1897, la commission locale de construction approuva la construction d'un nouveau bâtiment commercial par Johann Grassel, propriétaire d'une entreprise de construction, et Max Kraus. Pour cela, la maison de Haan Baders sur quatre étages a été démolie. Le marchand Arnold Götz acquit le bâtiment en 1926. En 1929, il devint la propriété de la Schneidereigenossenschaft Orag, qui y a toujours son siège. Lors des raids aériens sur Munich, la maison a été gravement endommagée. Les travaux de réparation ont commencé en 1945. En 1969, les magasins du rez-de-chaussée ont été reconstruits. Pour la rénovation de la façade en 1976, le prix des Façades de la ville de Munich a été décerné. En 1980, la maison a été inscrite sur la liste des monuments de Bavière. 

## Littérature
- 100 ans d'ORAG. Chronique. ORAG, Munich 1981.

## Liens Web
48.13509711.572122Koordinaten: 48° 8′ 6,3″ N, 11° 34′ 19,6″ O